# Paul Lücke

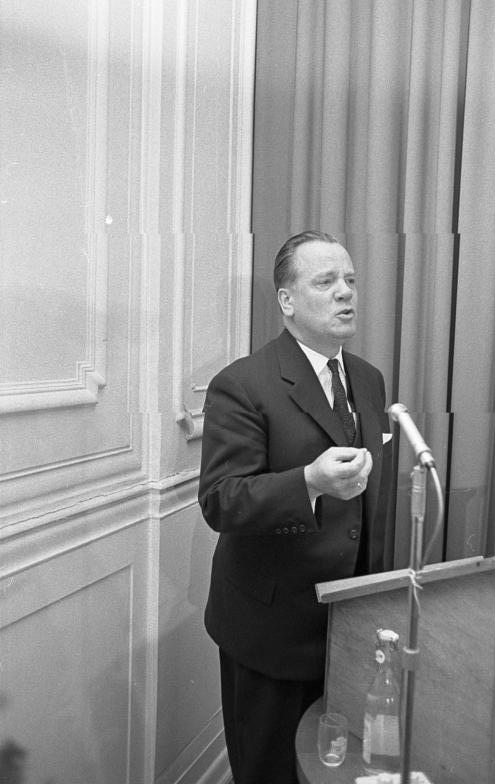
Paul Lücke, 1962.

Paul Lücke, född den 13 november 1914 i Schönborn, Rhen-provinsen, död den 10 augusti 1976,  var en västtysk politiker för CDU.

## Biografi
Lücke var medlem i den kristdemokratiska unionen (CDU), sedan partiet grundades 1945. År 1949 valdes han in på en plats i förbundsdagen, som han innehade fram till 1972. Han var 1957 – 65 minister för bostadsbyggande och lokaliseringspolitik. Efter valet 1965, utnämndes Lücke till inrikesminister av Ludwig Erhard, en post han innehade till 1968.